# Sojana
La Sojana (in russo Со́яна?) è un fiume della Russia europea settentrionale, affluente sinistro del Kuloj. Scorre nell'Oblast' di Arcangelo, nel rajon Mezenskij.

## Descrizione
È formato dalla confluenza dei fiumi Kepina e Kotuga nella regione dell'altopiano del Mar Bianco e del Kuloj, della quale costituisce uno dei principali assi idrografici; fluisce con direzione mediamente nord-orientale lungo tutto il percorso, sfociando poi nel Kuloj 54 chilometri a monte della sua foce nel mar Bianco. Ha una lunghezza di 140 km, il suo bacino è di 5 860 km².
Il fiume non incontra alcun insediamento urbano di qualche rilievo in tutto il suo corso. I maggiori affluenti della Sojana sono Nyrzanga (lungo 103 km) proveniente dalla destra idrografica, Telsa (82 km) dalla sinistra. La maggior parte del bacino idrografico superiore e medio si trova sul territorio della riserva Sojanskij.
Le acque del fiume sono gelate in superficie per lunghi periodi ogni anno, mediamente da novembre a maggio analogamente a tutti i corsi d'acqua della zona.